# Maria do Monte Carmelo
Santa Maria do Monte Carmelo (Carmen Sallés y Barangueras) (Vic, 11 de abril de 1848 – Madrid, 25 de abril de 1913) foi uma religiosa católica espanhola, fundadora da congregação denominada "Religiosas Concepcionistas Misioneras de la Enseñanza" (Religiosas Concecionistas Missionárias do Ensino). Tomou o nome de Maria do Monte Carmelo.
Estudou na Companhia de Maria Nossa Senhora, em Manresa.
Declarada venerável em 1996, foi beatificada em 15 de março de 1998 pelo Papa João Paulo II e canonizada pelo Papa Bento XVI em 21 de outubro de 2012. A sua festa litúrgica é em 25 de julho.